# Zeszyty Literackie
«Zeszyty Literackie» (Зеши́ты Литера́цке) (с пол. — «Литературные тетради») — польский ежеквартальный литературный журнал, выходивший с 1982 года в Париже. С 1990 года выходит в Польше.

## История
Журнал был основан в Париже в 1982 году. Первый номер журнала вышел в январе 1983 года. С 1990 года стал публиковаться в Польше. С 1992 года редакция журнала находится в Варшаве.
Своей целью журнал считает приближение польской эмигрантской литературы и читателю, проживающему в Польше и интеграцию зарубежной литературы в польском обществе с помощью привлечения известных зарубежных писателей к работе с журналом и их публикаций на его страницах. Среди зарубежных сотрудников были нобелевские лауреаты по литературе, в частности Чеслав Милош, Иосиф Бродский, Шеймас Хини, Дерек Уолкотт, Видиадхар Найпол.
С апреля 2005 года журнал издаёт «Fundacjа Zeszytów Literackich» (Фонд Литературных тетрадей), председателем которого в настоящее время является Барбара Торунчук.
В журнале существуют постоянные разделы: «Europa Środka», «Proza i Poezja», «Podróże», «Prezentacje», «Świadectwa» (Средняя Европа, Проза и Поэзия, Путешествия, Презентации, Свидетельства). Регулярно выходят тематические номера, посвящённые определённому городу (№ 83 был посвящён Санкт-Петербургу и № 117 — Москве) и определённому автору (Иосифу Бродскому были посвящены номера № 39, 55, 57 и 92).
В настоящее время главным редактором журнала является польский поэт и эссеист Станислав Баранчак. В редакционную коллегию в разное время входили Ева Беньковская, Томаш Цыз, Томаш Карпинский, чешский писатель Петр Краль, Ева Курылюк, итальянский писатель Роберто Сальватори, литовский писатель Томас Венцлова, Адам Загаевский и Марек Заганьчик.
До 1987 года в редакционную коллегию входил Иосиф Бродский.
Автором символа журнала является художник Ян Лебенштейн.